# Gianni di Parigi
Gianni di Parigi é uma ópera em dois atos do compositor italiano Gaetano Donizetti, composta possivelmente em 1831 mas com estreia em 1839, com um libretto de Felice Romani, que havia sido usado anteriormente por Francesco Morlacchi (1818) para uma ópera do mesmo nome. A obra provém de Jean de Paris, uma ópera de François-Adrien Boïeldieu, composta em 1812 com um libretto de Claude Godard d'Aucourt de Saint-Just.
A estreia foi feita no Teatro alla Scala em 10 de setembro de 1839.

## Papéis
| Papel                                       | Voz           | Estreia, 10 de setembro de 1839 |
| ------------------------------------------- | ------------- | ------------------------------- |
| Princesa de Navarra                         | soprano       | Antonietta Marini-Rainieri      |
| O grande siniscalco                         | baixo         | Ignazio Marini                  |
| Gianni di Parigi                            | tenor         | Lorenzo Salvi                   |
| Pedrigo                                     | baixo         | Agostino Rovere                 |
| Lorezza, sua filha                          | mezzo-soprano | Marietta Sacchi                 |
| Oliviero, uma página                        | contralto     | Felicita Baillou-Hillaret       |
| Seguidores do Príncipe e de Gianni, garçons |               |                                 |

## Gravações
| Ano  | Cantores                                                      | Maestro, Casa de Ópera e Orquestra                                                                     | Gravadora                          |
| ---- | ------------------------------------------------------------- | --- | ---------------------------------- |
| 1998 | Luciana Serra, Angelo Romero, Giuseppe Morino, Enrico Fissore | Carlo Cillario, Coro e Orquestra Sinfônica da Rádio Italiana (Gravado no Festival de Bergamo, Setembro | Audio CD: Nuovo Era Cat: 6752-6753 |